# Mirza Ghulam Ahmad
Pour les articles homonymes, voir Ahmad.
Mirza Ghulam Ahmad, né le 13 février 1835 à Qadian (en) (Penjab) et mort le 26 mai 1908 à Lahore (Penjab), est le fondateur du mouvement Ahmadiyya, qui compterait environ 10 millions de membres au début des années 2000,.

## Biographie

### Jeunesse et éducation
Ghulam Ahmad est issu d'une famille de notables de la petite ville de Qadian dans le district de Gurdaspur au Penjab. Le titre Mirza atteste d'une probable ascendance moghole de sa famille.
Il est né le 13 février 1835 chez Mirza Ghulam Murtaza et sa femme Chiragh Bibi.
Originaire d'un milieu soufi sunnite, il est, à la différence de son père qui travaille pour l’administration anglaise, porté aux études religieuses et à la méditation, dans un contexte de détérioration de la foi et des pratiques religieuses musulmanes ainsi que du prosélytisme des missionnaires chrétiens dans l'Inde coloniale. Ghulam Ahmad eut une éducation privée dès l'âge de 7 ans. Son premier instituteur fut Fazl Ilahi, qui lui enseigna le texte arabe du Coran et la langue Perse. Vers l'âge de 10 ans, il apprit la grammaire arabe avec Fazl Ahmad, puis il étudia la grammaire arabe, la logique et la philosophie avec Gul Ali Shah.

### Travaux mondains
De 1864 à 1867, il travailla comme commis à Sialkot, où il mena également des débats avec des missionnaires chrétiens. Il affirma assez tôt entendre des voix et, en 1880, il publia les deux premiers volumes d'un important ouvrage de réflexions, le Barahin-é-Ahmadiyya, qui reçut un écho favorable.
En 1867, à la suite de la mort de sa mère, il rentra à Qadian, où il s'occupa des affaires légales des propriétés.

### La Bai'at
En 1889, Ghulam Ahmad proclame avoir reçu une révélation de Dieu, la capacité de prescience ainsi que celle d'accomplir des miracles. Dieu lui a confié la tâche de restaurer l'islam dans sa pureté et il se déclare mujaddid (« rénovateur »), muhaddath (« à qui Dieu parle ») et mahdi (« guide »). 
La première Bai’at se déroulera à Ludhiana, dans la maison de Munshi Ahmad Jan.

### Le voyage à Delhi
En 1891, Mirza Ghulam Ahmad voyage à Delhi. Il publie un appel aux érudits, les invitant à engager un débat public sur la mort de Jésus-Christ, particulièrement Syed Nazeer Husain, qui était considéré comme le principal érudit de Delhi. Il propose également des conditions indispensables au débat:
1. La police doit être présente pour maintenir la paix
2. Le débat doit être sous forme écrite
3. Le sujet du débat doit être la mort de Isa.

Les conditions étant réunies, Mirza Ghulam Ahmad, accompagné par 12 de ses compagnons, se déplaça au Jama Masjid Delhi, où étaient présentes plus de 5 000 personnes. Avant le début des échanges, il y eut une concertation sur l'organisation de la séance, où il fut décidé que la discussion ne porterait plus sur la mort de Jésus, mais sur les proclamations de Mirza Ghulam Ahmad. Ce dernier expliqua que ses proclamations ne pouvaient être discutées qu'après la réfutation de la mort de Jésus sur la croix. C'était là en effet une condition indispensable pour que sa proclamation d'être le Messie pût être discutée.
Il y eut alors des clameurs dans la foule, et Mirza Ghulam Ahmad fut informé qu'on l'accusait d’être apostat, donc mécréant, et que l'on jugeait par conséquent qu'il n'y avait rien de convenable à débattre avec lui à moins qu'il ne clarifiât ses pensées. Mirza Ghulam Ahmad écrivit alors ses croyances dans un morceau de papier qu'il lut à haute voix. Cependant, à cause du vacarme, il ne fut pas entendu.
Constatant que la foule était hors de contrôle et que la violence était imminente, le commissaire de police donna l'ordre de dispersion et le débat n'eut pas lieu. Quelques jours plus tard, Mirza Ghulam Ahmad échangea par écrit avec Maulwi Muhammad Bashir de Bhopal, correspondance qui fut plus tard publié.

### Défi à John Alexander Dowie

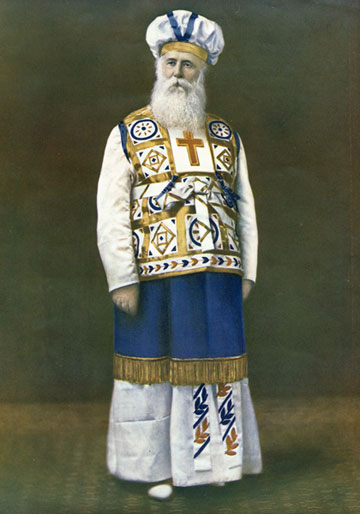
John Alexander Dowie

En 1899, l'ecclésiastique américain d'origine écossaise John Alexandre Dowie (en) proclama être le précurseur de la seconde venue de Jésus. Mirza Ghulam Ahmad échangea alors une série des lettres avec lui entre 1903 et 1907. Mirza Ghulam Ahmad le défia dans un duel de prière, que Dowie refusa.
Alors Mirza Ghulam Ahmad prophétisa que celui qui était le faux prophète mourrait en premier, et cela alors même qu'il était plus âgé que Dowie. L'ecclésiastique décéda avant lui, en mars 1907. Cela créa une agitation dans les médias internationaux, et surtout dans les médias américains.

### Mort
Il décéda le 26 mai 1908 à Lahore et fut remplacé au califat par son fils Basheer-ud-Din Mahmood Ahmad.

## Écrits
- Barahin-i-Ahmadiyya (1880) (Sur la suprématie de l'Islam)
- Surma Chashma-i-Arya (1886) (Sur les miracles)
- Fateh Islam (1891) (la victoire de l'islam)
- Taudih-e-Maram (1891)
- Izala Awham (1891)
- Kitaboun moubine  (1894)
- Hamamatul Bushra (1894)
- Nur-ul-Haq (1894) (la lumière de la vérité)
- Sirr-ul-Khilafa (1894) (Le secret du Califat)
- La philosophie des enseignements de l'Islam (1896)
- Jésus en Inde (1899)
- Khutba-Ilhamiyya (1900) (Le sermon révélé)
- Ijazul Masih (1901)
- Kashti-e-Nooh (1902) (L'Arche de Noé)
- Paigham-i-Sulah (1908) (Le message de la réconciliation)